# Josh e Benny Safdie
Joshua (Josh) Safdie (Nova Iorque, 3 de abril de 1984) e Benjamin (Benny) Safdie (Nova Iorque, 24 de fevereiro de 1986), conhecidos profissionalmente por Irmãos Safdie, são uma dupla de cineastas e atores independentes norte-americanos. Dentre seus trabalhos, destacam-se Good Time (2017), com Robert Pattinson e Uncut Gems (2019), com Adam Sandler.
Além de escreverem, dirigirem e atuarem em seus filmes, Josh e Benny também são responsáveis por outras funções nas obras, incluindo edição, filmagem, mixagem de som e produção. A dupla trabalha constantemente com o ator americano Ronald Bronstein, cujo co-escreveu e editou todos os recursos narrativos de suas obras, começando com o filme Daddy Longlegs, lançado em 2009. Outros colaboradores recorrentes incluem o compositor Oneohtrix Point Never e o diretor de fotografia Sean Price Williams.